# 文昌阁 (深圳市)
文昌阁位于广东省深圳市宝安区西乡街道，始建于清代，现为深圳市文物保护单位。

## 概况
文昌阁位于宝安区西乡街道固戍社区文昌路2号，所处地带原为海滨，后因填海开发而成内陆。楼阁初建于清乾隆年间，后在同治十二年（1873年）、光绪二十五年（1899年）、民国二十三年（1934年）及现代多次重修。建筑为砖石结构，平面呈方形，首层长、宽各4.2米，高三层约12米。楼阁基座由花岗岩条石砌筑，阁身青砖垒砌，每层之间以砖砌莲花托或大牙砖出檐，上又砌琉璃麒麟，周围有花、草、树木、人物等浮雕。阁内每层有木楼板和门洞，可供登临。一、二、三层的石门额上分别以横幅刻写“联登凤阁”、“更上一层”、“会极”，阁顶原有木制笔状塔刹，称“文笔”。石门额上横幅传为数百年前仙人下凡固戍、手执阁顶“文笔”所撰写。

## 保护
- 1984年9月6日，深圳市人民政府公布为深圳市文物保护单位[參 2]

## 周边
- 佑文姜公祠：宝安区区级不可移动文物
- 周衮姜公祠：宝安区区级不可移动文物
- 姜氏大宗祠
- 宝安西湾红树林公园

## 脚注
1. ↑  参考资料[參 2]记载高20米，疑有误